# Daigu Ryokan
Daigu Ryōkan (japonès: 良寛大愚, Ryōkan Taigu; 2 de novembre de 1758 – 18 de març de 1831) fou un tranquil i excèntric monjo japonès de l'escola budista zen soto, que va viure la major part de la seva vida d'eremita. Ryokan és recordat per la poesia i la cal·ligrafia, que reflecteixen l'essència del zen.

## Biografia

### Primers anys
El seu nom de naixement era Eizō Yamamoto (japonès: 山本栄蔵, Yamamoto Eizō), va néixer a la província d'Echigo, en el que actualment és el poble d'Izumozaki, districte de Santō, a la prefectura de Niigata.
El seu pare era el cacic del poble i un poeta d'haikus de certa notorietat. Ryokan va rebre una educació meticulosa en els clàssics xinesos i japonesos. Si bé de nen fou tímid i estudiós, en la seva joventut esdevingué el Don Joan local per un breu període.
S'esperava d'ell que fos el sosteniment de la família, però als disset anys, després d'una crisi espiritual, va renunciar al seu patrimoni i va ingressar al temple zen de Kosho-ji, on va rebre l'ordenació de monjo. D'aquesta manera, el seu germà més jove el reemplaçà en la successió familiar.

### Període monàstic i pelegrinatge
L'any 1779, quatre anys després del seu ingrés al temple, el mestre zen Kokusen va visitar Kosho-ji. Ryokan es va fer deixeble seu i el va seguir cap al temple d'Entsu-ji, a Okayama. Fou Kokusen qui li posà el nom de Ryōkan ('Immensa bondat'), mentre que ell es posà a si mateix el nom de Daigu ('Gran idiota').
Durant els següents 12 anys, Ryokan va viure i es va instruir diligentment en aquest petit monestir, practicant zazen intensament i estudiant poesia xinesa i japonesa, i cal·ligrafia, fins a la mort de Kokusen, l'any 1791.
Malgrat que havia rebut la certificació de Kokusen com a transmissor del dharma, Ryokan es va negar a assumir la responsabilitat de dirigir el temple d'Entsu-ji, i després de la mort del seu mestre s'embarcà en un llarg pelegrinatge, que el portà a voltar per tot el Japó durant la dècada següent.

### Període eremita
L'any 1804, Ryokan s'instal·là en una petita cabana, situada a poques hores de camí de la seva casa d'origen, a la muntanya Kugami. La cabana era anomenada Gogo-an, 'Ermita del bol dels cinc grans d'arròs', perquè el monjo que hi havia viscut anteriorment rebia una ració diària d'arròs d'un temple proper. Ryokan escollí aquesta vida solitària i romangué a Gogo-an durant 12 anys.
Allà Ryokan vivia tranquil·lament: quan tenia son dormia i quan volia beure sake, bevia. Es mantenia amb l'almoina i si alguna vegada rebia més de l'estríctament necessari per a passar aquell dia ho tornava immediatament. Compartia el seu menjar amb els ocells i altres animals, i ocupava el seu temps fent zazen, contemplant la lluna, o jugant amb la canalla —el seu amor pels nens es considerava proverbial, deia: "Jugar amb els nens és la forma més elevada del zen"—, visitant amics, bevent sake amb els pagesos, ballant amb la gent del poble i component versos exquisidament cal·ligrafiats amb pinzell.
De tant en tant, el visitava algun amic. Un d'ells va escriure sobre ell: «Amb les visites a Ryokan sembla com si la primavera hagués vingut en un dia fosc d'hivern. El seu caràcter és pur i està lliure de dualitat i malícia. Ryokan sembla un d'aquells immortals de la literatura i religió antigues. Tot ell irradia calidesa i compassió. Mai s'irrita i mai el sentiràs criticar els altres. El simple contacte amb ell fa emergir en la gent el millor de si mateixa.»

### Vellesa

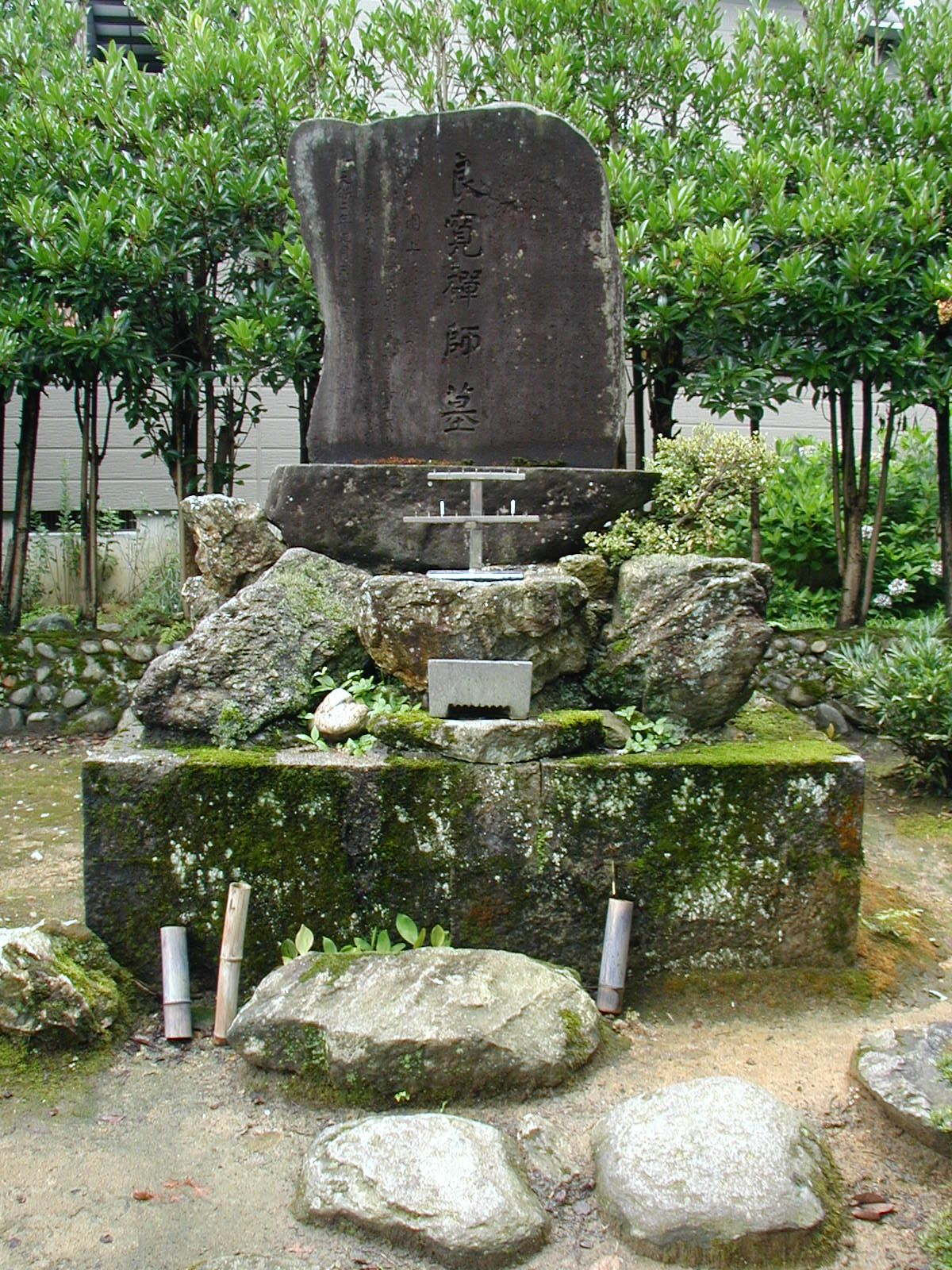
Tomba de Ryokan

Amb seixanta anys, Ryokan trobava massa dura la pujada al mont Kugami fins a Gogo-an, i es va mudar a una altra cabana, a Otogo, al peu de la mateixa muntanya, on visqué durant la dècada següent. És en aquest període (1818-1828) que els seus poemes mostren més clarament el seu amor per la vida solitària en plena natura.
Malalt, als seixanta-nou anys, Ryokan es veié finalment obligat a abandonar la cabana de la muntanya, i passà els seus darrers dies a casa del seu amic Kimura Motoemon, al poble de Shimozaki. Allà, ja a prop de la mort, conegué la jove monja Teishin (1798-1872), de vint-i-nou anys, que va establir amb ell una relació de deixebla amiga. Passaven junts tot el temps que podien, escrivint-se poemes mútuament i construint un afecte profund que els donà a tots dos una gran felicitat. Ella estava al seu costat en el moment de la seva mort, el 6 de gener de 1831, a l'edat de setanta-tres anys.

## Històries sobre Ryokan
Una nit d'hivern, un lladre va entrar a la seva ermita. En no trobar res per endur-se, va agafar la manta amb què Ryokan es tapava per dormir, i va fugir. Amb el fred, Ryokan es va despertar i va comprendre que li havien robat la manta. Aleshores va compondre un famós haiku:
| « | El lladre s'ha oblidat la lluna a la finestra | » |

Expliquen que durant els mesos d'estiu, Ryokan patia l'atac ferotge dels mosquits del bosc. Un dia, un amic seu el va anar a visitar i se'l va trobar amb el cos farcit de picades de mosquit, i va anar a comprar-li una mosquitera. En rebre-la, Ryokan es va posar molt content i li ho va agrair molt. Uns dies més tard, el mateix amic el va tornar a visitar i el va trobar dormint la migdiada. Es va sobtar en veure que Ryokan s'havia deixat mitja cama fora de la mosquitera, i els mosquits s'hi havien acarnissat de valent. Quan Ryokan es va despertar el seu amic li va dir: "T'has deixat una cama fora!", i Ryokan va respondre: "És clar, els mosquits també han de menjar!".
El noble samurai dels dominis locals conegué la reputació de Ryokan com a respectable monjo zen, i volgué construir un temple per ell. El samurai visità el monjo a Gogo-an, però aquest era fora collint flors i la comitiva va haver d'esperar pacientment fins que Ryokan va tornar amb un bol ple de flors oloroses. Llavors el noble va fer la seva petició. Ryokan romangué en silenci, i va escriure un haikú en un tros de paper que lliurà al samurai:
| « | El vent em porta prou fulles caigudes per fer un bon foc | » |

El noble, comprenent, ho va acceptar i va tornar al seu castell.

## Obra
Ryokan va escriure milers de poemes i de cartes poemes, i s'ocupà d'escampar-los per tot arreu. Aquests foren especialment apreciats per grups locals i, més tard, recollits per estudiants.
La primera edició dels poemes de Ryokan, titulada Hachisu no Tsuyu (Gota de rosada en una fulla de lotus), compilada per la monja Teishin i que incloïa els poemes intercanviats entre ella i Ryokan, va aparèixer l'any 1835, quatre anys després de la seva mort. Aquest fou l'inici de l'expansió de la seva fama per tot el Japó.
Altres recopilacions ampliades de l'obra de Ryokan han estat publicades al llarg dels anys, i és probablement el poeta zen més popular i estimat del Japó.
El seu deliciós treball amb el pinzell, totalment natural i fluid, és també molt admirat. Ryokan és, de fet, considerat com un dels més grans cal·lígrafs de tots els temps, no sols del Japó sinó de tot l'est asiàtic. Tant és així que els originals dels seus poemes s'han convertit en tresors del patrimoni nacional japonès.

## Llibres de Ryokan en català
- Ryokan, Daigu. Gota de rosada en una fulla de lotus. Traducció: Natàlia Barenys.  Pagès editors, juliol 2001 (La Suda Nº 53). ISBN 978-84-7935-828-0.